# Тафрина каркаса
Тафри́на ка́ркаса (лат. Taphrina celtidis) — вид грибов рода тафрина (Taphrina) отдела аскомицеты (Ascomycota), паразит деревьев рода Каркас (Celtis). Вызывает пятнистость листьев.

## Описание
Пятна заметны только на верхней стороне листьев, сероватые или коричневые, округлые или неправильной формы, слегка утолщённые, с коричневой каймой.
Мицелий развивается под кутикулой, однолетний.
Сумчатый слой («гимений») сероватый или буроватый, развивается на нижней стороне листа.
Аски восьмиспоровые, размерами 25—28×10 мкм, от короткоцилиндрических, почти эллипсоидных до булавовидных, с округлыми верхушнами. Базальные клетки (см. в статье Тафрина) 7,3—10,5×5,2—8,4 мкм, шире асков, почти изодиаметрические, располагаются над кутикулой листа. По другим данным базальные клетки широкие, приплюснутые, размерами 8—10×25—30 мкм.
Аскоспоры шаровидные, диаметром 3—3,5 мкм, не почкуются.

## Распространение и хозяева
Taphrina celtidis поражает каркас южный (Celtis australis), встречается в субтропиках — наАпеннинском полуострове, Балканах, в Крыму, Закавказье (Грузия), Казахстане и Средней Азии, а также в Северной Африке — в Алжире.